# Epomophorus
Epomophorus és un gènere de ratpenat de la família dels pteropòdids. Els membres d'aquest grup viuen a Àfrica, sobretot a l'Àfrica subsahariana.
Epomophorus conté les espècies següents:
Gènere Epomophorus
- Ratpenat de xarretera angolès (Epomophorus angolensis)
- Ratpenat de xarretera d'Ansell (Epomophorus anselli)
- Epomophorus crypturus
- Ratpenat de xarretera gambià (Epomophorus gambianus)
- Ratpenat de xarretera de Sanborn (Epomophorus grandis)
- Ratpenat de xarretera llavigròs (Epomophorus labiatus)
- Epomophorus minimus
- Ratpenat de xarretera petit (Epomophorus minor)
- Ratpenat de xarretera de Wahlberg (Epomophorus wahlbergi)